# Clinotanypus wirthi
Clinotanypus wirthi is een muggensoort uit de familie van de dansmuggen (Chironomidae). De wetenschappelijke naam van de soort is voor het eerst geldig gepubliceerd in 1971 door Roback.